# (15273) Ruhmkorff
(15273) Ruhmkorff (1991 GQ3) – planetoida z pasa głównego asteroid okrążająca Słońce w ciągu 4,19 lat w średniej odległości 2,6 j.a. Odkryta 8 kwietnia 1991 roku.